# Brembo
Brembo je rijeka na sjeveru Italije, pritok rijeke Adde.
Rijeka izvire u Alpama u podožju vrha Pizzo del Diavolo. U svome toku prima brojne pritoke, poput potoka Stabina, Parina i Enna. Kod gradića Crespi d'Adda ulijeva se u rijeku Addu.